# Radomeljska četa
Radomeljska partizanska četa je bila ena prvih slovenskih partizanskih enot.
Četa je bila ustanovljena na Rašici ob preoblikovanju Kamniškega partizanskega bataljona 17. avgusta 1941. Takrat je štela 15. borcev, ki so bili predvsem iz radomeljske bojne skupine nastale julija 1941 v Kriškarjevih smrekcah v Preserjah pri Radomljah. Bojna skupina je  po vstaji 27. julija 1941 opravila več uspešnih akcij. Novonastala četa je pod vodstvom komandirja Janka Pelecha in političnega komisarja Ivana Goloba delovala med Črnim grabnom, Tuhinjsko dolino in Kamniško Bistrico. Njen največji uspeh je bil 3. septembra  požig Tovarne pohištva Remec na Duplici, ki je izdelovala smuči za nemške oborožene sile.  Zaradi nemškega zasledovanja se je po boju pri 
Žičah sredi septembra umaknila čez nemško-italijansko mejo v tabor pod Molnikom (582 mnm) nad Orlami; po enem mesecu pa se je vrnila čez Savo.
Med pripravami za odhod na brežiško območje, kjer naj bi pomagala preprečevati izganjanje Slovencev, jo je zaradi izdaje 28. oktobra na Golčaju napadla nemška enota. Po hudem boju so jo Nemci uničili. Padlo je 10 partizanov; iz obroča se jih je rešilo 5, od 4 ujetnikov pa so okupatorji 3 usmrtili kot talce. Z uničenjem Radomeljske partizanske čete je začasno prenehala partizanska dejavnost v kamniškem okrožju.